# Ilanz
Ilanz, appelée en romanche Glion, est une localité et une ancienne commune suisse du canton des Grisons, située dans la région de Surselva

## Histoire

Photo aérienne prise à 800 m par Walter Mittelholzer (1923)

La commune a été rattachée le 1er janvier 2014 à la commune d'Ilanz/Glion.

## Culture et patrimoine

### Héraldique
| Blason | Blasonnement : De gueules à la bande ondée d'azur bordée d'argent (le Rhin) passant au travers d'une couronne d'or. |